# BC CSU Sibiu
El BC CSU Sibiu, más conocido por motivos de patrocinio como CSU Atlassib Sibiu, es un equipo de baloncesto rumano con sede en la ciudad de Sibiu, que compite en la Liga Națională, la máxima competición de su país. Disputa sus partidos en la Sala Transilvania, con capacidad para 3,000 espectadores.

## Historia
El club fue fundado en 1971 por el profesor Flaviu Stoica bajo el nombre de Olimpia Sibiu, siendo uno de los clubes con más tradición de Rumania. Sus mejores años los vivió a finales de los 90's, ya que ganó la liga en 1995 y 1999, quedando subcampeón en 1998.
Además, ha participado en 6 ocasiones en la Copa Korać (1992, 1993, 1994, 1998 y 1999), en 2 en la Recopa de Europa (1990 y 1995 (tras quedar eliminados de la Copa de Europa de baloncesto)), y en 1 ocasión en la Copa de Europa de baloncesto (1995) y en la FIBA EuroChallenge (2008), no obteniendo grandes resultados en ninguna de ellas.
En 2017, tras 8 años de ausencia en competiciones europeas, disputará la primera ronda de la FIBA Europe Cup contra el BK JIP Pardubice checo.

## Nombres
| - Olimpia Sibiu - CSM CSS Sibiu - CSM Sibiu - Balanța Sibiu (1991-1992) - CSU Forest Sibiu (1996-1998) - CSU Astral Sibiu (1998-1999) - CSU Petrom Sibiu (1999-2004) | - CSU Bere Trei Sibiu (2004) - CSU Atlassib Sibiu (2004-2009) - CSU Sibiu (2009-2011) - CSU Atlassib Sibiu (2011-presente) |

## Registro por Temporadas
| Temporada | División | Liga           | Posición en liga | Play-Offs        | Copa Rumana      | Competición Europea           | Competición Europea | Competición Europea |
| --------- | -------- | -------------- | ---------------- | ---------------- | ---------------- | ----------------------------- | ------------------- | ------------------- |
| 2008-09   | 1ª       | Divizia A      | 4º               | Semifinales      | Octavos de final | 3ª FIBA EuroChallenge 2008-09 | 1ª Ronda            |                     |
| 2009-10   | 1ª       | Divizia A      | 4º               | Cuartos de final | Octavos de final |                               |                     |                     |
| 2010-11   | 1ª       | Divizia A      | 7º               | Cuartos de final | Octavos de final |                               |                     |                     |
| 2011-12   | 1ª       | Divizia A      | 10º              | –                | Octavos de final |                               |                     |                     |
| 2012–13   | 1ª       | Liga Națională | 10º              | –                | Cuartos de final |                               |                     |                     |
| 2013–14   | 1ª       | Liga Națională | 3º               | Cuartos de final | Octavos de final |                               |                     |                     |
| 2014–15   | 1ª       | Liga Națională | 10º              | –                | Semifinales      |                               |                     |                     |
| 2015–16   | 1ª       | Liga Națională | 6º               | Cuartos de final | Octavos de final |                               |                     |                     |
| 2016–17   | 1ª       | Liga Națională | 2º               | Semifinales      | Cuartos de final |                               |                     |                     |
| 2017–18   | 1ª       | Liga Națională |                  |                  |                  | 4ª FIBA Europe Cup 2017-18    |                     |                     |

## BC CSU Sibiu en competiciones europeas
Recopa de Europa de baloncesto 1990-91
| Octavos de final | Balanța Sibiu | Knorr Bologna | 69-105 | 113-72 |  |

Copa Korać 1992-93
| 2ª Ronda | CSU Balanța | Banca Catalana | 59-127 | 115-75 |  |

Copa Korać 1993-94
| 1ª Ronda | CSU Balanța | BC Slavonska Banka | 66-108 | 84-88 |  |

Copa Korać 1994-95
| 1ª Ronda | Floare      | CSU Balanța | 94-97 | 70-64  |  |
| 2ª Ronda | CSU Balanța | WBC Dynamo  | 68-91 | 118-59 |  |

Liga Europea de la FIBA 1995-96
| 1ª Ronda | KS Dinamo   | CSU Balanța | 63-87 | 69-67  |  |
| 2ª Ronda | CSU Balanța | Maccabi     | 74-99 | 122-65 |  |

Copa de Europa de la FIBA 1995-96
| 3ª Ronda | WBC Dynamo | CSU Balanța | 105-68 | 59-85 |  |

Copa Korać 1998-99
| 1ª Ronda | CSU Balanța | Maccabi Rishon LeZion | 73-83 | 94-74 |  |

Copa Korać 1999-00
| 1ª Ronda | CSU Balanța | Hapoel Galil Elyon | 61-74 | 107-53 |  |

FIBA EuroChallenge 2008-09
| 1ª Ronda | CSU Atlassib | Banvit BC | 67-74 | 112-77 |  |

FIBA Europe Cup 2017-18
| 1ª Ronda | CSU Sibiu | BK Pardubice |  |  |

## Palmarés

### Liga
- Liga Națională

-   -  Campeones (2): 1995, 1999

-   - Subcampeones (1): 1998
  - Terceros (1): 2009

## Jugadores destacados
| - Andrej Plotnikov - Aleksandar Gruev - Marek Klassen - Matija Češković - Will Saunders - Mantas Griskenas - Artūras Masiulis - Gediminas Žylė - Željko Bubanja - Boris Lalović - Zoran Spasojević - Wilhelm Brosser - Octavian Calotă - Cornel Cioacata - Cristian Craciun - Andrei Dohi - Mirel Dragoste - Tudor Dumitrescu - Andrei Ene - Dragoș Gheorghe - Flavius Lăpuşte - Ionut Mocanu - Viorel Mocanu | - Claudiu Munteanu - Radu Paliciuc - Dan Paltinisanu - Mihai Paul - Georgian Păun - Mihai Popa - Bogdan Popescu - Vlad Tincu - Stefan Atanacković - Stojan Bogojević - Miloš Bojović - Milos Marjanović - Nenad Marković - Miloš Marković - Ivan Miceta - Igor Mihajlović - Slobodan Popović - Marjan Tasić - Uros Veličković - Mildon Ambres - Damien Argrett - Devon Austin - Menelik Barbary | - Zach Batte - Chad Bell - Ronald Blackshear - Nick Bradford - Larry Bratcher - Earl Brown - Darnell Clavon - Chris Cooper - Lorenzo Davis - Marcel Davis - Nick Evans - Brian Evans - William Funn - Lawrence Gilbert - Jim Grandholm - Desharick Guidry - Kevin Hardy - Michael Harrison - William Hatcher - Justin Herndon - Bobby Howard - LeRoy Hurd - Ivan Jenkins | - Brandon Johnson - Mychal Kearse - Lawrence Kinnard - Kramer Knutson - Tyler Laser - Chris Lee - Jarryd Loyd - Jefferson Mason - Bryant Matthews - Kenny McFarland - Kyle Nelson - William Paul - Monyea Pratt - Denarryl Rice - Kaylone Riley - Terrance Roberson - Calvin Roland - Cortney Scott - LeVar Seals - Jason Smith - Christopher Sprinker - Rob Summers - Keith Triplett | - Alexander Zyskunov - Dumitru Anghel - Brice Massamba - Dražen Bubnić - Brice Kabengele-Kalala - Robert Šarović - Attila Vajda - Sorin Răducan - Alexei Andrus - Nikita Khartchenkov - Ivan Mišković - Barış Aktaş - Trey Hampton - Jaytornah Wisseh - Mihnea Haiduc |